# (6178) 1986 DA
A (6178) 1986 DA egy földközeli kisbolygó. Kizava Minoru fedezte fel 1986. február 16-án.